# Броквілл (Онтаріо)
Броквілл (англ. Brockville, фр. Brockville), раніше Елізабеттаун (англ. Elizabethtown)   — канадське місто в об'єднаних графствах Лідс і Ґренвіл, туристичній зоні Тисяча островів, провінції Онтаріо.
Броквілл розташований на північному березі Річки Святого Лаврентія, навпроти Моррістауна (штат Нью-Йорк, США), приблизно напівдорозі між Корнволлом на сході і Кінгстоном на заході, недалеко від канадської столиці Оттави.
Місто є одним із найстаріших адміністративних центрів Онтаріо, його названо на честь британського генерала Айзека Брока героя війни 1812 року.

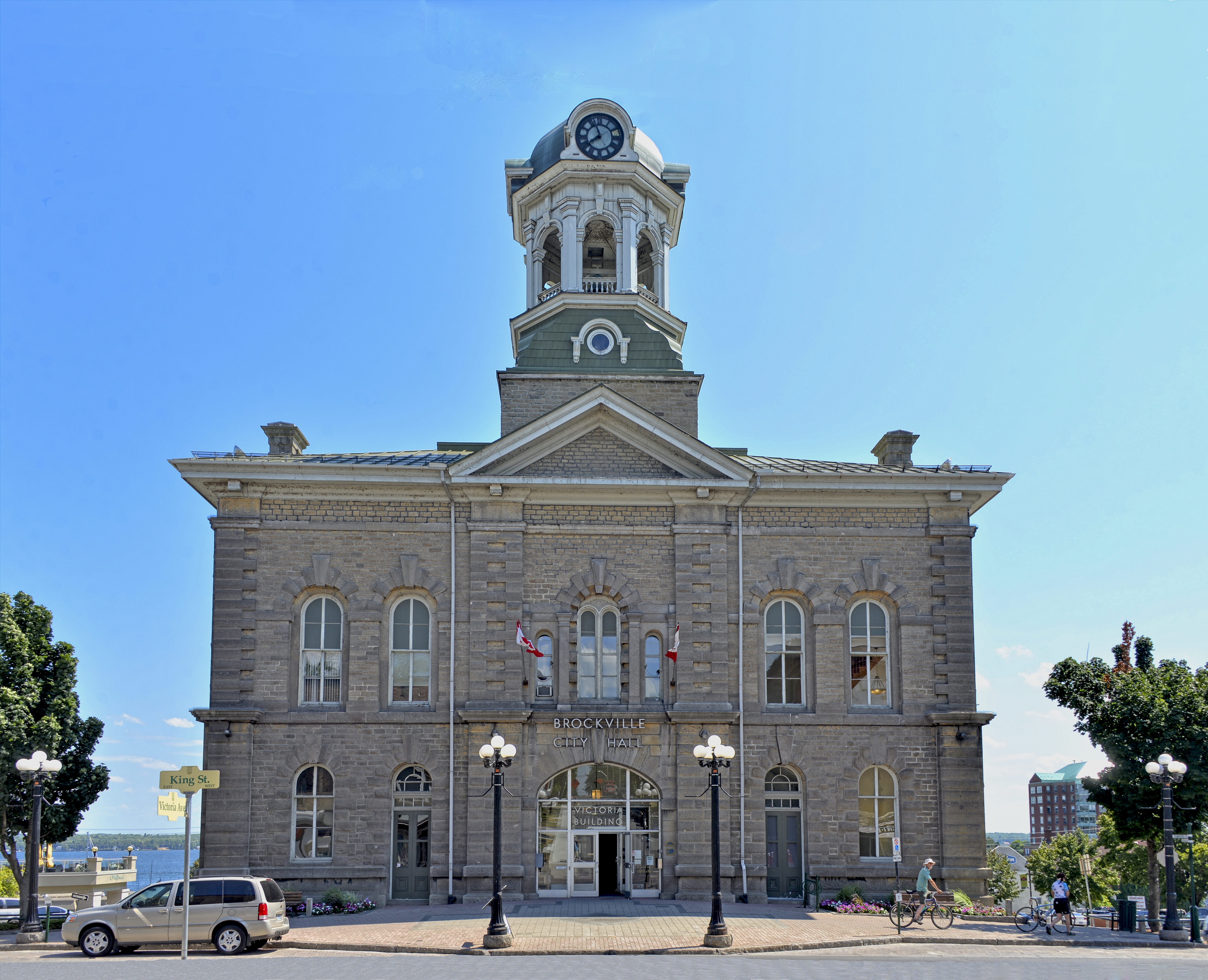
Ратуша Броквілла — Вікторія-Гол

## Історія
Перші англомовні поселенці з'явилися на території Броквілла в 1785 році, коли тисячі американських біженців прибули сюди під час Війни за незалежність у США. Колоністи були «лоялістами» — залишалися прибічниками британської монархії і зберігали вірність англійському королю Георгу III. Боротьба між Великою Британією і 13 Американськими колоніями тривала між 1776 і 1783 роками. Під час 6-річної війни, яка закінчилася капітуляцією британських військ в 1782 році, багато хто з тих колоністів, які зберегли вірність короні, були піддані суворим репресіям і несправедливим позбавленням майна. Багато лоялістів обрали втечу на північ до тодішніх британських колоній в Квебеку. Велика Британія сприяла колонізації цього краю шляхом надання земель лоялістам. Річка Святого Лаврентія, яка розділяє Броквілл і Моррістаун, Нью-Йорк, була названа французькими дослідниками у 18 столітті в пам'ять про мученицьку смерть римського християнського святого «Санкт Лаурентіс».
Першим поселенцем на території Броквілла у 1785 році став такий собі Вільям Б'юел (старший) (William Buell Sr., 1751—1832) і до 1810 року поселення носило назву Б'юелс Бей (Buell's Bay — Б'юелова Затока). Приблизно 1810 року уряд Верхньої Канади перейменував поселення на Елізабеттаун.
В 1812 році провідні жителі села вирішили надати своєму селу нове назву, яка відрізнялася б від назви сусіднього містечка Елізабеттаун.
Приблизно в цей час розпочалася Англо-американська війна 1812—1815 років. Тимчасовим губернатором провінції Верхня Канада був генерал-майор Айзек Брок. Брока було відзначено титулом «Герой і Рятівник» Верхньої Канади завдяки його успіхам у забезпеченні капітуляції Форту Шелбі (Форт Детройт). Генерал Брок і далі брав участь в інших боях на Ніагарському півострові і 13 жовтня 1812 року був смертельно поранений, ведучи війська до висот біля села Квінстон.
7 лютого 1813 відбувся рейд на Елізабеттаун (тодішня назва Броквілла), коли американський офіцер Бенджамін Форсайт з двома сотнями солдатів перетнув скуту кригою річку Святого Лаврентія, зайняв Елізабеттаун, захопив військові та приватні склади, звільнив американських військовополонених та взяв у полон британських військових.

## Міста-побратими
Міста-побратимом Броквілла:
- США Онтаріо, Каліфорнія